# Schraffenberg
Schraffenberg ist ein aus einer Hofschaft hervorgegangener Ortsteil in der Stadt Leichlingen (Rheinland) im Rheinisch-Bergischen Kreis.

## Lage und Beschreibung
Schraffenberg liegt am südlichen Rand des Leichlinger Kernorts westlich der Wupper an der Landesstraße L294 und der Friedensstraße. Nördlich vom Siedlungsursprung führt auf der anderen Seite der Landesstraße die Straße Am Schraffenberg in Richtung Stadtzentrum. Der Siedlungskern des Wohnplatzes ist in der geschlossenen Wohnbebauung aufgegangen, der gesamte Ortsbereich mit angrenzenden Neubaugebieten zählt zu dem heutigen Ortsteil Schraffenberg. Westlich vom Ort verläuft die Trasse der Bahnstrecke Gruiten–Köln-Mülheim und befindet sich der Wohnplatz Zwei Eichen. Südlich grenzt an Schraffenberg ein kleines Waldgebiet an.
Weitere benachbarte, zumeist die in südwestliche und südliche Vorstadt Leichlingens aufgegangene Orte sind Rehborn, Hülserhof, Rothenberg, Förstchen, Bremsen, Schnugsheide, Roßlenbruch, Trompete, Sandberg und Brückerfeld.

## Geschichte
Schraffenberg wurde erstmals im Jahr 1279 als Schraffinberg urkundlich erwähnt, 1461 folgt eine Erwähnung als Schraffenberg. Das Bestimmungswort ist wohl eine adjektivische Bildung zu mhd. schraff in der Bedeutung „schroffer Fels“.
Die Karte Topographia Ducatus Montani aus dem Jahre 1715 zeigt eine Hofstelle unter dem Namen Schraffenberg. Im 18. Jahrhundert gehörte der Ort zum Kirchspiel Leichlingen im bergischen Amt Miselohe. Die Topographische Aufnahme der Rheinlande von 1824 verzeichnet ihn als Schraffenberg, ebenso die Leichlinger Gemeindekarte von 1830. Ab der Preußischen Neuaufnahme von 1892 ist der Ort auf Messtischblättern regelmäßig als Schraffenberg verzeichnet.
1815/16 besaß der Ort 15 Einwohner, ebenso 1830.  1832 gehörte Schraffeberg der Bürgermeisterei Leichlingen an. Der laut der Statistik und Topographie des Regierungsbezirks Düsseldorf als Ackergut kategorisierte Ort besaß zu dieser Zeit ein Wohnhaus und drei landwirtschaftliche Gebäude. Zu dieser Zeit lebten 12 Einwohner im Ort, davon drei katholischen und neun evangelischen Glaubens. 1867 wurde östlich vom Ort die Bahnstrecke Gruiten–Köln-Mülheim eröffnet. 
Die Gemeinde- und Gutbezirksstatistik der Rheinprovinz führt Schraffenberg 1871 mit einem Wohnhaus und sieben Einwohnern auf. Im Gemeindelexikon für die Provinz Rheinland werden 1885 zwei Wohnhäuser mit 16 Einwohnern angegeben. 1895 besitzt der Ort ein Wohnhaus mit neun Einwohnern, ebenfalls 1905.
Bis zum Ende des 19. Jahrhunderts besaß Schraffenberg eine eigenständige Lage. Im ersten Drittel des 20. Jahrhunderts wurde eine erste Wohnsiedlung nördlich des Ortes entlang der Straße Am Schraffenberg errichtet. Ab Mitte des 20. Jahrhunderts wurden westlich des Hofs Mehrfamilienhäuser errichtet. Der Ursprungshof wurde bis 1953 bewirtschaftet und nach Zwischennutzung als Obdachlosenunterkunft schließlich 1959 abgetragen und ebenfalls überbaut, am Standort wurde zur gleichen Zeit die Landesstraße L 294 trassiert.
Heute liegt die Ursprungsiedlung am Rande der geschlossenen Wohn- und Gewerbebebauung des Leichlinger Kernorts.